# Rörtång

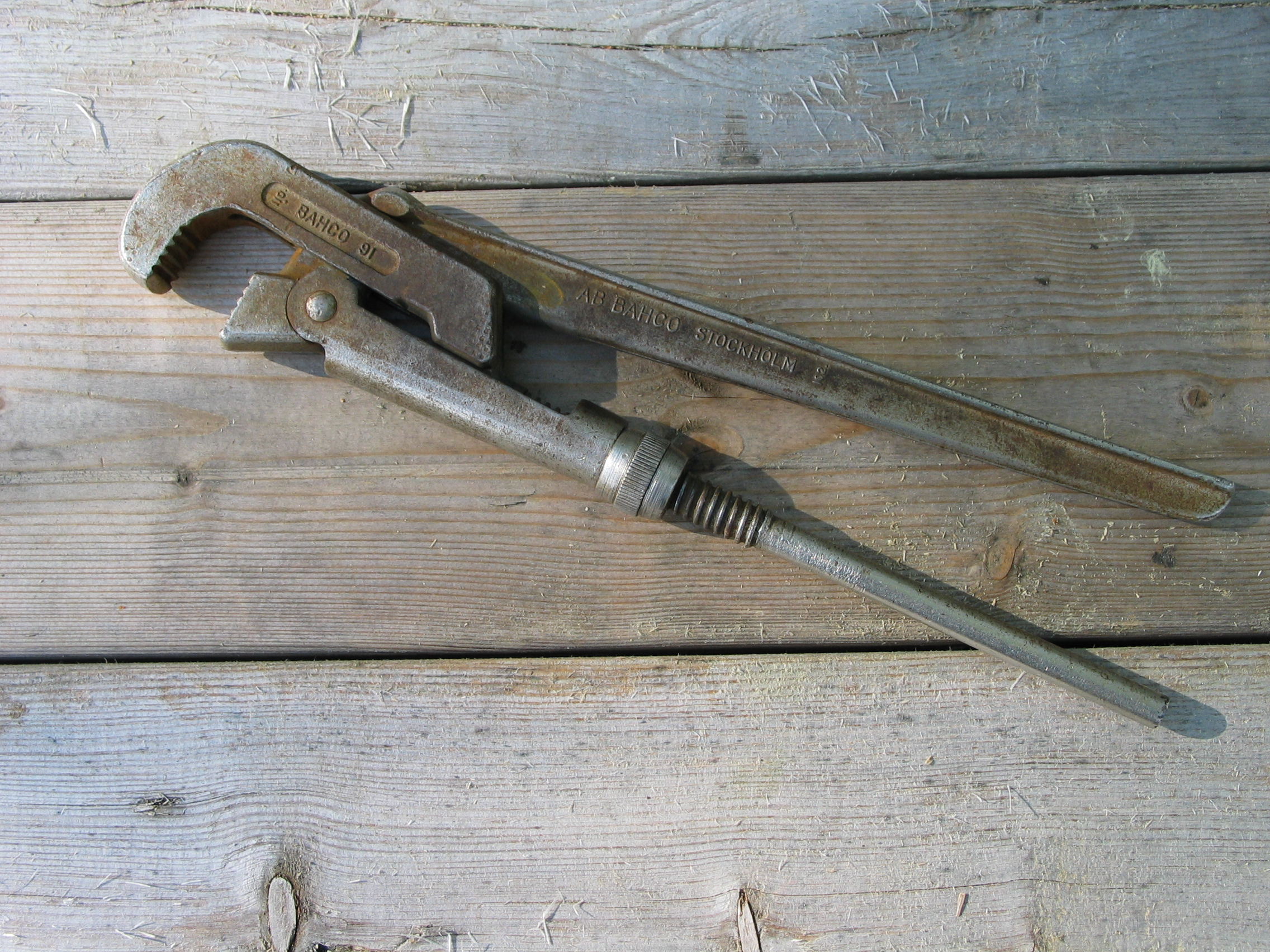
Rörtång. Som avbildad här ska tången dras medurs.

En rörtång är en tång med ställbar käftvidd, så utformad att greppet hårdnar när vridning sker i den ena riktningen. Rörtången uppfanns år 1888 av Johan Petter Johansson, 1853–1943.
Ordet "rörtång" är belagt i svenska språket sedan 1890.